# Белка (Одесская область)
Бе́лка (укр. Білка) — село, относится к Ивановскому району Одесской области Украины.
Население по переписи 2001 года составляло 919 человек. Почтовый индекс — 67231. Телефонный код — 4854. Занимает площадь 2,591 км². Код КОАТУУ — 5121880701.

## Местный совет
67231, Одесская обл., Ивановский р-н, с. Белка, переул. Школьный, 9.